# Ridsa
Ridsa, pseudonimo di Maxence Boitez (Orléans, 16 ottobre 1990), è un cantante e rapper francese di origine spagnola.

## Biografia
La carriera di Ridsa comincia nel 2010, con la pubblicazione di diverse canzoni su YouTube. Tuttavia passano alcuni anni prima che il cantante acquisisca notorietà presso il grande pubblico. Nel 2013 pubblica Je n'ai pas pas le temps, con Willy William, che fa registrare il suo primo ingresso nella classifica francese. In seguito firma con l'etichetta Juston Records, con cui pubblica il suo primo album in studio, Mes histoires, il 2 giugno 2014.
Nel 2015 pubblica il singolo Liées, in collaborazione con Kenza Farah, nonché il secondo album, L.O.V.E, caratterizzato da tematiche riguardanti l'amore. L'11 dicembre dello stesso anno è la volta del terzo album, Tranquille. Il 14 aprile 2017 viene reso disponibile Libre, quarto album dell'artista, che presenta sonorità sia pop sia urban.
Dopo due anni di ridotta attività, torna il 12 aprile 2019 con l'album Vagabond. Il suo sesto album, Équateur, esce invece il 27 gennaio 2023, a quattro anni dal precedente, e viene certificato disco d'oro.

## Discografia

### Album in studio
- 2014 – Mes histoires
- 2015 – L.O.V.E
- 2015 – Tranquille
- 2017 – Libre
- 2019 – Vagabond
- 2023 – Équateur
- 2025 – Verano

### EP
- 2013 – Es tu fiesta (con Willy William)